# Rimini (stad)

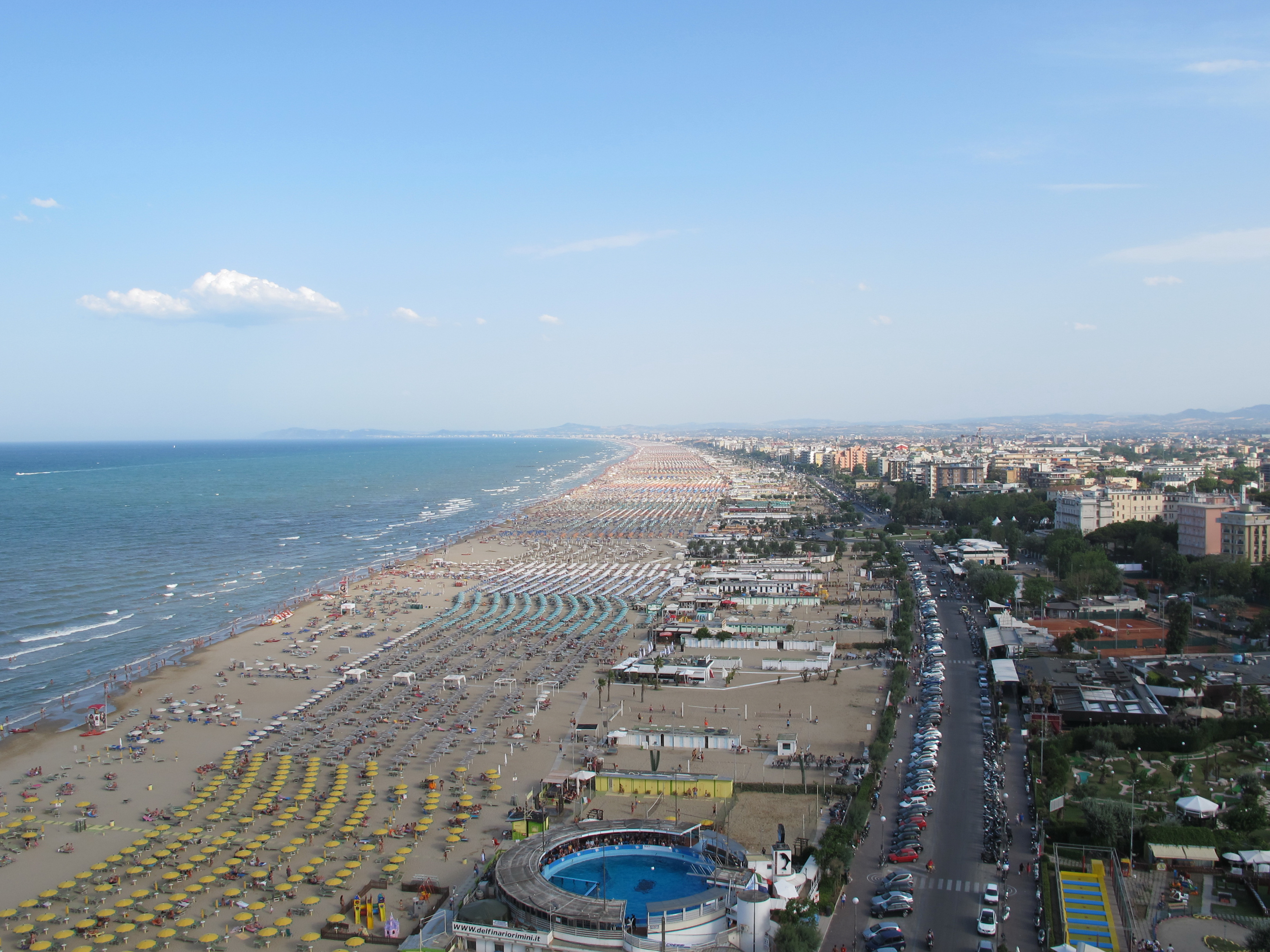
Strand van Rimini

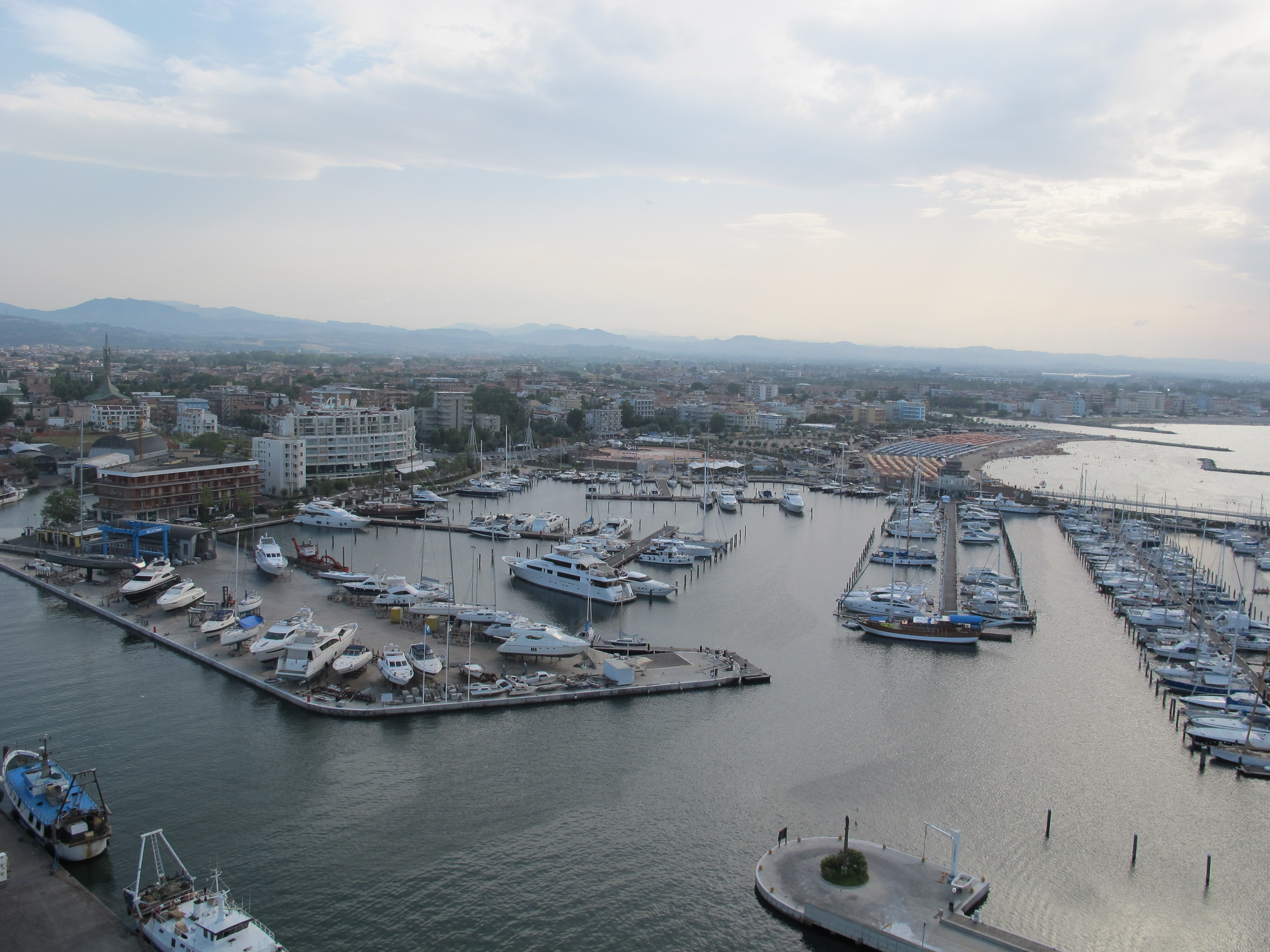
Haven van Rimini

Rimini is een badplaats aan de oostkust van Italië, aan de Adriatische Zee. De plaats ligt dicht bij San Marino en behoort tot de regio Emilia-Romagna. In 2011 had de stad 144.554 inwoners. Rimini is tevens hoofdstad van de provincie Rimini (afgekort RN). Het bevindt zich aan de Riviera Romagnola en is hier de belangrijkste plaats van.

## Geschiedenis
In 268 v.Chr. werd de stad door de Romeinen gesticht als de colonia Ariminum (vanwege de mond van de rivier de Ariminum), om weerstand te bieden tegen de oprukkende Galliërs. Van hieruit veroverden de Romeinen de Povlakte. In 359 vond hier het concilie van Rimini plaats.
De stad Ariminum was ontsloten door drie belangrijke wegen:
- de Via Flaminia, vanuit de hoofdstad Rome
- de Via Aemilia die de stad met Placentia (het huidige Piacenza) verbond
- de Via Polilia die de verbinding met Aquileia vormde

In 1275 werd een zekere Malatesta da Verucchio door de Welfen van Bologna uitgekozen om tegen de Ghibellijnen van de Romagna te vechten. In de loop van deze oorlog bemachtigde hij de stad Rimini. Bijgevolg werd Malatesta de Verucchio in 1239 benoemd tot podestà. Van 1295 tot 1503 werden stad en land van Rimini geregeerd door de familie Malatesta. Uiteindelijk verjoeg Cesare Borgia het laatste regerende hoofd van deze familie, Pandolfo IV, uit Rimini, en vanaf 1528 bleef deze stad definitief in handen van de pausen.
Tijdens de Tweede Wereldoorlog werd de stad hevig gebombardeerd, aangezien het een belangrijk punt was in de aanloop naar de Gotenstellung. Bij die linie hadden de Duitsers de laatste grote verdedigingslinie gevormd voor Noord-Italië. Op 21 september 1944 werd Rimini door Canadese en Griekse troepen bevrijd.

## Bezienswaardigheden
- Tempio Malatestiano (15e eeuw)
- Boog van Augustus (27 voor Chr.)
- Ponte di Tiberio (1e eeuw)
- Amfitheater (2e eeuw)
- Piazza Tre Martiri
- Museo della città di Rimini

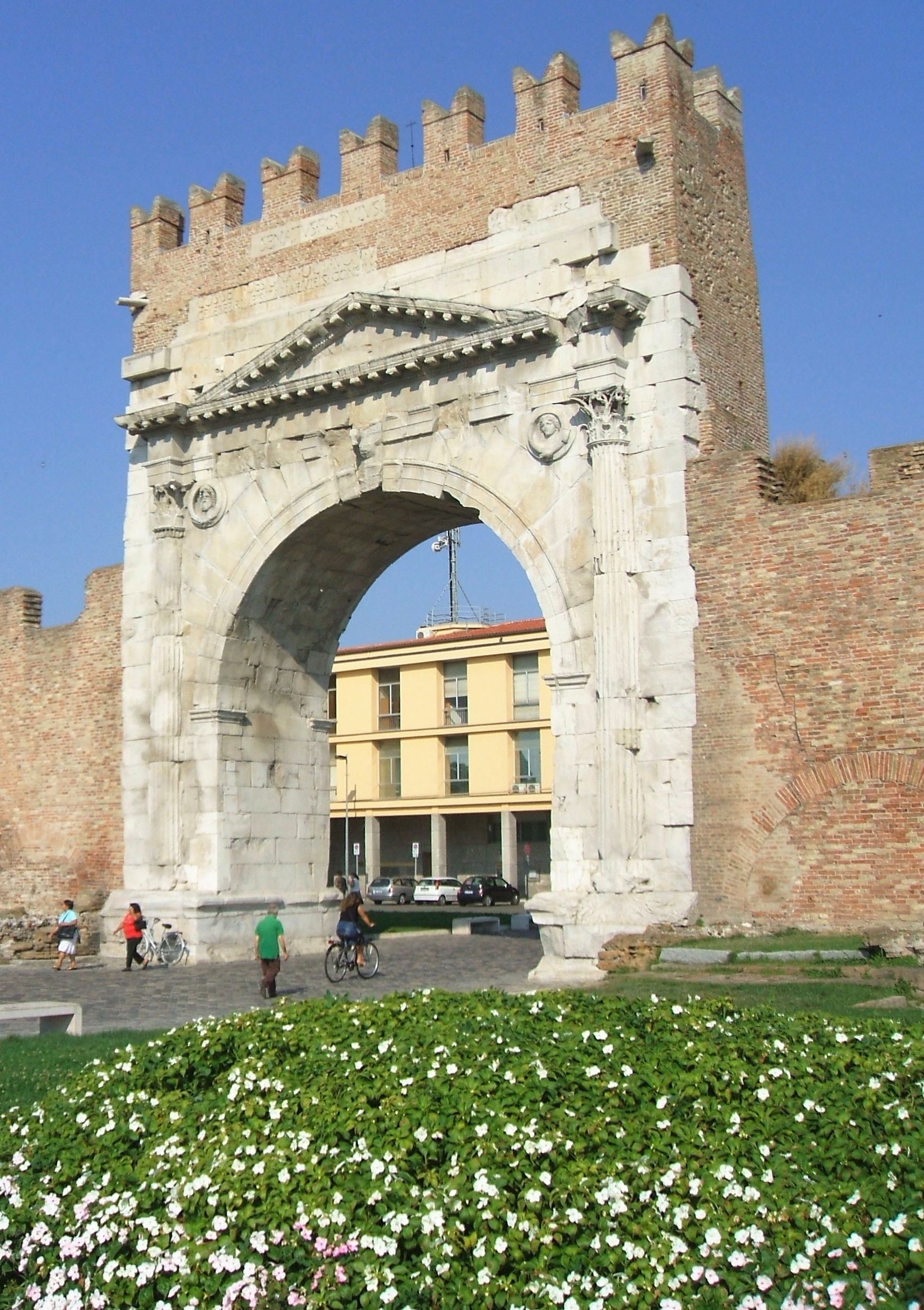
Arco d'Augusto
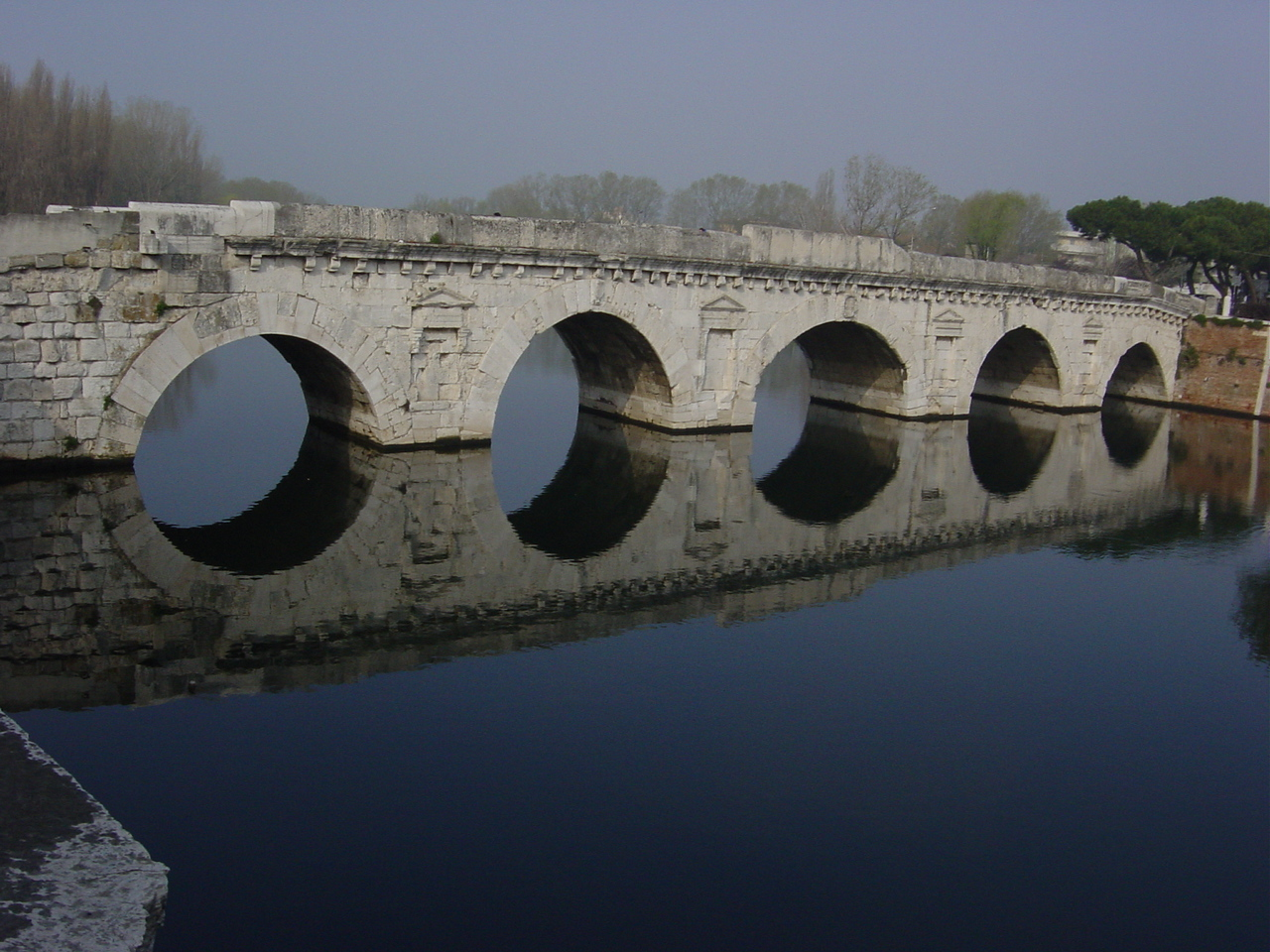
Ponte di Tiberio
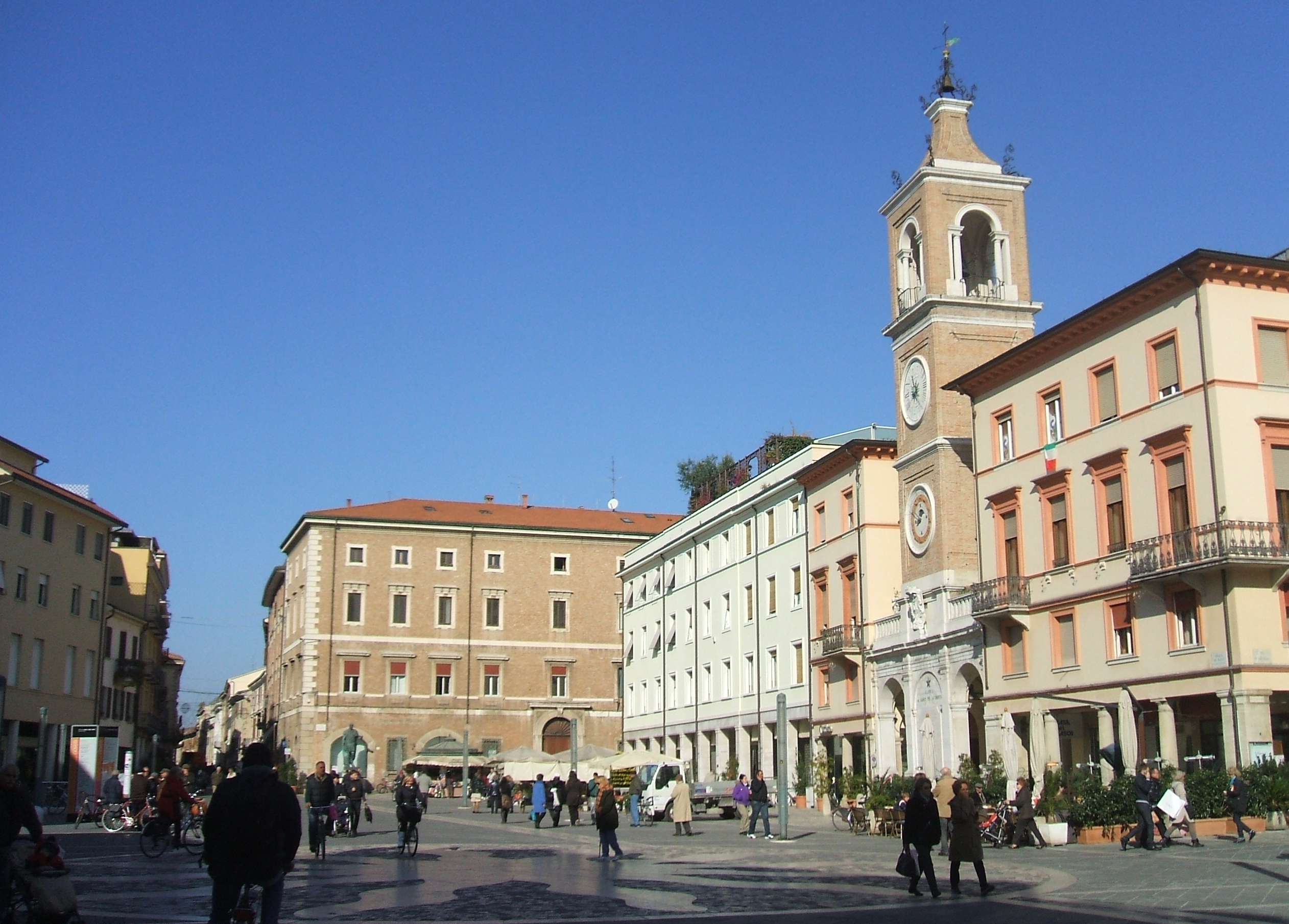
Piazza Tre Martiri

## Sport
Rimini FC is de voetbalclub van Rimini en speelt in het Stadio Romeo Neri.

### Wielrennen
Louison Bobet won er een etappe van de GP Cyclomotoristico in 1960.
Grote Rondes
Rimini was negen keer finishplaats van een etappe in de wielerkoers Ronde van Italië. Op 14 oktober 2020 was de Fransman Arnaud Démare er de voorlopig laatste ritwinnaar. De Belg Rik van Looy won in 1959 in Rimini de etappe.  Toen de Ronde van Frankrijk in 2024 voor de eerste maal Italië van start ging was Rimini de eerste finish plaats, de overwinning (en de gele trui) was voor Romain Bardet.
| Jaar                | Rit              | Datum            | Etappe                      | Km               | Winnaar            | Klassementsleider  |
| Ronde van Italië    | Ronde van Italië | Ronde van Italië | Ronde van Italië            | Ronde van Italië | Ronde van Italië   | Ronde van Italië   |
| ------------------- | ---------------- | ---------------- | --------------------------- | ---------------- | ------------------ | ------------------ |
| 1932                | 4                | 18 mei           | Ferrara (stad) - Rimini     | 215              | Learco Guerra      | Hermann Buse       |
| 1934                | 11               | 2 juni           | Ancona - Rimini             | 213              | Learco Guerra      | Learco Guerra      |
| 1950                | 12               | 6 juni           | Ferrara (stad) - Rimini     | 144              | Antonio Bevilacqua | Hugo Koblet        |
| 1951                | 11               | 31 mei           | Pescare - Rimini            | 246              | Serafino Biagioni  | Fiorenzo Magni     |
| 1953                | 2                | 13 mei           | Abano Terme - Rimini        | 278              | Pasquale Fornara   | Guido De Santi     |
| 1956                | 5A               | 23 mei           | Mantua - Rimini             | 228              | Giuseppe Minardi   | Alessandro Fantini |
| 1959                | 11               | 26 mei           | Ascoli Piceno - Rimini      | 245              | Rik Van Looy       | Charly Gaul        |
| 1960                | 6                | 24 mei           | Terni - Rimini              | 230              | Pierino Baffi      | Jos Hoevenaars     |
| 2020                | 11               | 14 oktober       | Porto Sant'Elpidio - Rimini | 182              | Arnaud Démare      | João Almeida       |
| Ronde van Frankrijk |                  |                  |                             |                  |                    |                    |
| 2024                | 1                | 29 juni          | Firenze - Rimini            | 206              | Romain Bardet      | Romain Bardet      |

## Verkeer en vervoer
Rimini is bereikbaar via de E45, A14. Rimini beschikt over zes treinstations (station Rimini, Rimini Fiera, Rimini Miramare, Rimini Rivazzurra, Rimini Viserba en Rimini Torre Pedrera) voor onder andere de spoorlijn Bologna–Ancona. Het heeft ook een luchthaven, Luchthaven Rimini (Federico Fellini Airport), het vliegveld van Rimini en San Marino.
Openbaar vervoer per bus is er via de Rimini–Riccione trolleybus lijn naar Riccione.

## Geboren in Rimini
- Giuseppe Piantoni (1890-1950), componist en dirigent
- Romeo Neri (1903-1961), gymnast
- Federico Fellini (1920-1993), filmregisseur
- Renzo Pasolini (1938-1973), motorcoureur
- Claudio Maria Celli (1941), r.k. aartsbisschop
- Siegfried Stohr (1952), autocoureur
- Pier Paolo Bianchi (1952), motorcoureur
- Delio Rossi (1960), voetballer en voetbaltrainer
- Giovanni Evangelisti (1961), atleet
- Enrico Pace (1967), pianist
- Pierangelo Manzaroli (1969), voetballer
- Samuele Bersani (1970), zanger
- Mattia Pasini (1985), motorcoureur
- Alessandra Perilli (1988), sportschutter en olympisch medaillewinnaar voor San Marino
- Simone Sabbioni (1996), zwemmer
- Enea Bastianini (1997), motorcoureur

## Overleden in Rimini
- Ludovico Bonito (1350-1413), aartsbisschop-kardinaal, primaat van Sicilië, primaat van Corsica, primaat van Sardinië
- Hélène Cals (1903-1937), Nederlandse sopraanzangeres
- Marco Pantani (1970-2004), wielrenner